# William Harding (cầu thủ bóng đá)
William Harding (1883 – 1967) là một cầu thủ bóng đá người Anh thi đấu cho Stoke.

## Sự nghiệp
Turner sinh ra ở Stoke-upon-Trent và thi đấu bóng đá nghiệp dư với Wolstanton RS trước khi gia nhập Stoke năm 1908. Ông thi đấu 5 trận cho đội chính trong mùa giải 1908–09 trước khi trở lại bóng đá nghiệp dư với Ribbendale.

## Thống kê sự nghiệp
| Câu lạc bộ          | Mùa giải            | Giải vô địch | Giải vô địch | Cúp FA  | Cúp FA    | Tổng    | Tổng      |
| Câu lạc bộ          | Mùa giải            | Số trận      | Bàn thắng    | Số trận | Bàn thắng | Số trận | Bàn thắng |
| ------------------- | ------------------- | ------------ | ------------ | ------- | --------- | ------- | --------- |
| Stoke               | 1908–09             | 5            | 0            | 0       | 0         | 5       | 0         |
| Tổng cộng sự nghiệp | Tổng cộng sự nghiệp | 5            | 0            | 0       | 0         | 5       | 0         |